# Servicios de inteligencia suizos
Los Servicios de inteligencia suizos surgieron de la fusión, el 1 de enero de 2010, de los servicios de inteligencia civil (SRS y SAP), creando el Servicio Federal de Inteligencia (SRC).

## Mandatos del FIS
El FIS tiene como funciones principales:
- Recopilar y evaluar información extranjera relevante para la política de seguridad.
- Realizar misiones de inteligencia en el ámbito de la seguridad interior de conformidad con la LMSI.
- Garantizar un análisis exhaustivo de las amenazas.
- Detectar y combatir el terrorismo, las actividades de inteligencia prohibidas, el extremismo violento y la proliferación.
- Prevenir y neutralizar ataques contra infraestructuras de información sensibles.

## Fuerza laboral y presupuesto
En 2012, la fuerza laboral se estimaba entre 250 y 345 personas.
Entre 2011 y 2013, el presupuesto asignado fue el siguiente:
- 2011: 64.156.157 francos suizos
- 2012: 68.973.300 francos suizos
- 2013: 66.796.200 francos suizos

En 2018 se crearon nuevos puestos y el presupuesto ascendió a 75,6 millones de francos suizos.

## Socios y destinatarios
En Suiza, los principales destinatarios de la información del FIS son los órganos de liderazgo político y militar, la administración federal —en particular el Departamento Federal de Defensa, Protección Civil y Deportes (DDPS), el Departamento Federal de Justicia y Policía (FDJP), el Departamento Federal de Economía, Educación e Investigación (EAER) y el Departamento Federal de Asuntos Exteriores (DFAE)—, así como los cantones.
A nivel internacional, el FIS mantiene contactos con más de 100 servicios de inteligencia, policía y seguridad en todo el mundo. Estas relaciones bilaterales y multilaterales requieren la aprobación del Consejo Federal.

## Operaciones
En el ámbito nacional, el FIS centra su labor en el terrorismo, el extremismo violento, la proliferación, los ataques contra infraestructuras críticas de información y los servicios de inteligencia prohibidos. En el ámbito internacional, sus actividades se orientan hacia la proliferación, el terrorismo, el desarrollo de fuerzas armadas, las zonas de intervención militar extranjera, así como la tecnología y el comercio de armas.

### Supervisión y base legal
El FIS está sometido a la supervisión del Parlamento, el Consejo Federal, la Administración Federal y el DDPS. La legalidad, idoneidad y eficacia de sus actividades son fiscalizadas por el DDPS desde enero de 2009, a través de un órgano independiente que reporta directamente a su jefatura.
Las actividades del FIS se fundamentan en la Ley Federal de Inteligencia Civil (FACI) y en la Ley Federal sobre medidas para el mantenimiento de la seguridad interior (LMSI).

### Identificación de activos
Según Christian Dussey, el Servicio Federal de Inteligencia Suizo (SRC) identifica a agentes extranjeros en Suiza, previene sus acciones y las obstruye.

## Miembros destacados
- Claude Covassi, vinculado a la Operación Memphis.